# 심곡
심곡(心曲) 즉 마음의 왜곡 · 마음의 굴곡 또는 마음의 아곡(阿曲: 阿는 영합 또는 알랑거림, 曲은 굽힘 또는 부정직) 또는 심교곡(心矯曲) 즉 마음의 속임과 왜곡 · 마음의 속임과 굴곡 또는 마음의 속임과 아곡은 다른 이를 속이기 위해 자신의 마음을 숨기는 것이다. 부파불교의 설일체유부와 대승불교의 유식유가행파의 논서들에 따르면, 심곡은 수번뇌에 속하는 첨(諂)의 마음작용의 본질적 성질이다.
《현종론》에 따르면, 심곡(心曲) 즉 마음의 왜곡 즉 첨(諂)과 심험(心險) 즉 마음의 험악함 즉 광(誑)은 다른 이를 속인다는 것에서는 동일하지만 서로간에 다음과 같은 차이가 있다.
- 심곡은 구불구불한 지팡이[杖]와 같고, 심험은 험악한 길[道]과 같다.
- 심곡은 자신에 대한 것이고, 심험은 타인에 대한 것이다.
- 심곡은 견(見)에 인한 것이고 심험은 탐(貪)에 인한 것이다. 즉 심곡은 견(見)이라는 근본번뇌로부터 생겨나는 수번뇌로 견의 등류이며, 심험은 탐(貪)이라는 근본번뇌로부터 생겨나는 수번뇌로 탐의 등류이다.

## 참고 문헌
- 곽철환 (2003). 《시공 불교사전》. 시공사 / 네이버 지식백과. |title=에 외부 링크가 있음 (도움말)
- 미륵 지음, 현장 한역, 강명희 번역 (K.614, T.1579). 《유가사지론》. 한글대장경 검색시스템 - 전자불전연구소 / 동국역경원. K.570(15-465), T.1579(30-279). |title=에 외부 링크가 있음 (도움말)
- 세친 지음, 현장 한역, 권오민 번역 (K.955, T.1558). 《아비달마구사론》. 한글대장경 검색시스템 - 전자불전연구소 / 동국역경원. K.955(27-453), T.1558(29-1). |title=에 외부 링크가 있음 (도움말)
- 호법 등 지음, 현장 한역, 김묘주 번역 (K.614, T.1585). 《성유식론》. 한글대장경 검색시스템 - 전자불전연구소 / 동국역경원. K.614(17-510), T.1585(31-1). |title=에 외부 링크가 있음 (도움말)
- 세친 지음, 현장 한역, 송성수 번역 (K.618, T.1612). 《대승오온론》. 한글대장경 검색시스템 - 전자불전연구소 / 동국역경원. K.618(17-637), T.1612(31-848). |title=에 외부 링크가 있음 (도움말)
- 운허.  동국역경원 편집, 편집. 《불교 사전》. |title=에 외부 링크가 있음 (도움말)
- (영어) DDB. 《Digital Dictionary of Buddhism (電子佛教辭典)》. Edited by A. Charles Muller. |title=에 외부 링크가 있음 (도움말)
- (중국어) 미륵 조, 현장 한역 (T.1579). 《유가사지론(瑜伽師地論)》. 대정신수대장경. T30, No. 1579. CBETA. |title=에 외부 링크가 있음 (도움말)
- (중국어) 佛門網. 《佛學辭典(불학사전)》. |title=에 외부 링크가 있음 (도움말)
- (중국어) 星雲. 《佛光大辭典(불광대사전)》 3판. |title=에 외부 링크가 있음 (도움말)
- (중국어) 세친 조, 현장 한역 (T.1612). 《대승오온론(大乘五蘊論)》. 대정신수대장경. T31, No. 1612, CBETA. |title=에 외부 링크가 있음 (도움말)
- (중국어) 세친 조, 현장 한역 (T.1558). 《아비달마구사론(阿毘達磨俱舍論)》. 대정신수대장경. T29, No. 1558, CBETA. |title=에 외부 링크가 있음 (도움말)
- (중국어) 호법 등 지음, 현장 한역 (T.1585). 《성유식론(成唯識論)》. 대정신수대장경. T31, No. 1585, CBETA. |title=에 외부 링크가 있음 (도움말)